# 許旺細胞
許旺細胞（Schwann cell）又稱许旺细胞、神经膜细胞（neurolemmocyte，neurilemma cell）、神经鞘细胞，属于神经胶质细胞的一种，能形成周围神经纤维髓鞘和神经膜，是构成周围神经系統的主要细胞，并参与多种重要的周围神经生物学功能。其功能有：传导神经冲动、制造神经细胞外介质、分泌多种生物活性物质、发挥神经纤维的绝缘作用、参与维持神经纤维的存活、参与神经的生长和再生、营养神经元、调节运动神经活性以及介导抗原。許旺细胞以德国科学家、现代细胞学创始人之一的泰奥多尔·許旺名字命名。

## 結構
許旺细胞使神经纤维分为有髓鞘和无髓鞘（myelinating and nonmyelinating）的神经纤维，有髓鞘许旺细胞包裹轴突形成髓鞘。神经鞘并不连续，单个有髓鞘型许旺细胞覆盖100微米至1米不等的神经轴，两个许旺细胞之间的神经轴称为蘭氏结（nodes of Ranvier）。脊椎动物神经轴传导依靠神经鞘隔离并降低细胞膜的干扰。许旺细胞从胚胎时期就开始盘绕在神经轴上形成髓鞘，有时可以盘绕达100圈。高分化的许旺细胞形状像卷起的纸一样，每圈内夹着髓磷脂（myelin）。
从2001年起，移植许旺细胞治疗神经损伤及诱导神经鞘再生成为研究热点，不少研究都得出了正面结果。许旺细胞在神经再生方面具有重要作用，许多外周神经鞘由许旺细胞组成。神经损伤时，许旺细胞还具有吞噬作用。同时，许旺细胞构建神经再生通道帮助神经修复。损伤的神经轴通过芽生（sprout）穿过许旺细胞构建的通道到达目标器官或组织。神经生长速度约为1mm/天，当然错误经常发生，尤其是在距离较远时。但是如果缺乏许旺细胞与神经轴的连接，神经轴就会死亡，神经修复也不会发生。因此许旺细胞对周围神经修复，再生具有重要作用，并且不可或缺。

## 许旺细胞免疫原性
許旺細胞具有吞噬能力，可清除細胞殘渣，提供神經元重生的空間。

## 外部連結
- Diagram at clc.uc.edu
- Histology image: 21301loa – 波士顿大学的组织学学习系统—"Ultrastructure of the Cell: myelinated axon and Schwann cell"
- Cell Centered Database – Schwann cell （页面存档备份，存于）